# Герб Власівки (селище)
Герб Вла́сівки — один з офіційних символів селища Власівка, адміністративно підпорядкованого місту Світловодськ Кіровоградської області. 
Автори герба: О. Аболмасова, А. Гречило.

## Історія
Впродовж XVII-XVIII століття Власівка була сотенним містечком Миргородського полку і користувалося печаткою з зображенням герба. На основі її елементів Кропивницьким відділенням Українського геральдичного товариства розроблявся сучасний герб Власівки.
Герб було затверджено рішенням XVI сесії Власівської селищної ради XXIII скликання № 127 від 14 вересня 2000 року.

## Опис
| У золотому полі червоне серце, на якому золотий лапчастий хрест, над ними обабіч — по синій шестипроменевій зірці. |
Щит обрамований декоративним золотим картушем і увінчаний срібною міською короною з трьома вежками.

## Пояснення символіки
Серце, хрест та зірки — традиційні козацькі символи, що були присутні на печатці Власівки козацької доби.
Золото символізує пошану до історичного минулого Власівки, червоний колір означає силу та мужність, а синій — честь та славу місцевого козацтва. Крім того, золотий колір підкреслює щедрість землі, а синій символізує річку Дніпро, на березі якої розташоване селище.

## Цікаві факти
- На сайті Власівської селищної ради вказаний інакший варіант герба селища — з інвертованими кольорами гербового поля та зірок, відповідно до кольорів прапора.[1]